# Фруасси (кантон)

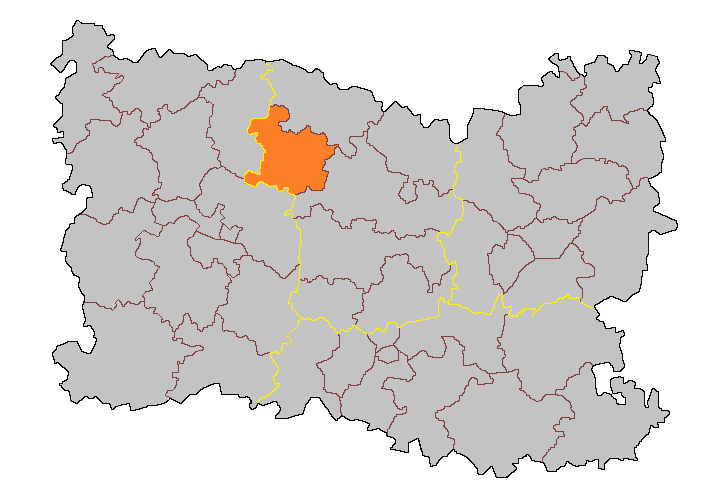
Кантон Фруасси на карте департамента Уаза

Фруасси (фр. Froissy) — упраздненный кантон во Франции, регион Пикардия, департамент Уаза. Входил в состав округа Клермон.
В состав кантона входили коммуны (население по данным Национального института статистики за 2010 г.):
- Абвиль-Сен-Люсьян (529 чел.)
- Ардивиллер (584 чел.)
- Бюкам (162 чел.)
- Кампреми (389 чел.)
- Ла-Нёвиль-Сен-Пьер (167 чел.)
- Ле-Кенель-Обри (173 чел.)
- Мезонсель-Тюильри (309 чел.)
- Монтрёй-сюр-Бреш (530 чел.)
- Нуаремон (177 чел.)
- Нуайер-Сен-Мартен (772 чел.)
- Пюи-ла-Валле (204 чел.)
- Рёй-сюр-Бреш (304 чел.)
- Сент-Андре-Фаривиллер (513 чел.)
- Сент-Эзуа (274 чел.)
- Тьё (418 чел.)
- Урсель-Мезон (261 чел.)
- Фруасси (874 чел.)

## Экономика
Структура занятости населения:
- сельское хозяйство — 6,9 %
- промышленность — 19,7 %
- строительство — 11,0 %
- торговля, транспорт и сфера услуг — 36,2 %
- государственные и муниципальные службы — 26,1 %

## Политика
На президентских выборах 2012 г. жители кантона отдали в 1-м туре Марин Ле Пен 31,5 % голосов против 25,7 % у Николя Саркози и 21,7 % у Франсуа Олланда, во 2-м туре в кантоне победил Саркози, получивший 56,5 % (2007 г. 1 тур: Саркози  — 26,6 %, Сеголен Руаяль — 14,9 %; 2 тур: Саркози — 60,6 %). На выборах в Национальное собрание в 2012 г. по 1-му избирательному округу департамента Уаза они поддержали действующего депутата, кандидата партии Союз за народное движение Оливье  Дассо, отдав ему 53,5 % голосов в 1-м туре и 67,9 % голосов - во 2-м туре.
|  | Кандидат        | Партия                    | % голосов |
|  | --------------- | ------------------------- | --------- |
|  | Ален Вассель    | Союз за народное движение | 59,32     |
|  | Жозьян Баэкелан | Социалистическая партия   | 40,68     |

|  | Кандидат      | Партия                    | % голосов |
|  | ------------- | ------------------------- | --------- |
|  | Ален Вассель  | Союз за народное движение | 45,05     |
|  | Кристоф Исаак | Радикальная партия левых  | 39,72     |
|  | Андре Дебесьё | Национальный фронт        | 15,23     |